# Ренац (Белуно)
Ренац (итал. Renaz) је насеље у Италији у округу Белуно, региону Венето.
Према процени из 2011. у насељу је живело 55 становника. Насеље се налази на надморској висини од 1514 м.